# Triteleia fissilis
Triteleia fissilis är en stekelart som först beskrevs av Alan Parkhurst Dodd 1933.  Triteleia fissilis ingår i släktet Triteleia och familjen Scelionidae. Inga underarter finns listade i Catalogue of Life.